# الحركة الوطنية الشعبية
الحركة الوطنية الشعبية حزب سياسي مغربي سابق، أسسه المحجوبي أحرضان عام 1991 بعد إقالته من زعامة الحركة الشعبية في أكتوبر 1986، وركز أحرضان في برامجه وخطاباته على توجه يحتفي بالأمازيغية والدعوة إلى تدريسها، وعام 1995 انشقت عنه طائفة جديدة أسست الحركة الديمقراطية الاجتماعية بقيادة محمود عرشان. وشهد انشقاقا جديدا عام 2001 قاده بوعزة يكن عام مؤسساً حزب الاتحاد الديمقراطي (المغرب). عادت واندمجت في الحركة الشعبية عام 2006.
حصلت على 10% من الأصوات في انتخابات 14 نونبر 1997 (أي 40 مقعدا من مقاعد مجلس النواب). شاركت الحركة الوطنية الشعبية في حكومة التناوب (التي تجمع بين أحزاب الكتلة وأحزاب الوسط) برئاسة السيد عبد الرحمن اليوسفي.